# II. Nitókrisz
II. Nitókrisz (egyiptomi nyelven Neithikret, „Neith tökéletes”) ókori egyiptomi papnő a XXVI. dinasztia idején; Ámon főpapja címének utolsó ismert viselője; Ámon isteni feleségének kijelölt örököse, de utóbbi pozíciót Egyiptom perzsa megszállása miatt nem töltötte be.

## Élete
II. Jahmesz fáraó öt ismert gyermekének egyike; anyja kiléte nem ismert. Főként Ámon-Ré egy kis bronz ülőszobráról ismert, amelyet ma a Chicagói Egyetem Keleti Intézete őriz (E10584A-B), ezen viseli Ámon főpapjának címét, melynek két ismert női viselője közül a második; egyben ő az utolsó, aki betöltötte ezt a pozíciót. Valószínűleg i. e. 560 körül került a főpapi székbe. Ugyanezen a szobron említik azt is, hogy anyja Ámon isteni felesége, Anhnesznoferibré. Ez arra utal, Nitókrisz betöltötte az Ámon isteni imádója pozíciót is, mely Ámon isteni felesége örökbe fogadott lányának és kijelölt örökösének címe volt. Úgy tűnik azonban, Nitókrisz sosem kapta meg az Ámon isteni felesége rangot, mert ezt a hivatalt is eltörölték az i. e. 525-ben lezajlott perzsa invázió után.